# 千原芸能社
『千原芸能社』（ちはらげいのうしゃ）は、関西テレビで2012年1月12日から3月29日まで毎週木曜日24:35 - 25:05（ヨルパチーノ枠1部）に放送されていたバラエティ番組。全12回。

## 概要
千原ジュニアの冠番組。当番組開始以前に、同じ千原ジュニア、優木まおみによるMCで番組内容が一部似通っているインターネット番組『週刊アプリ』が放送されていた（#関連番組）。提供はGREE。

## 番組内容
様々な意味で崖っぷちに追い込まれたアイドルたちが最後に駆け込む芸能事務所「千原★芸能社」が舞台。千原や優木、ゲスト出演のお笑い芸人がそれぞれタレントから転身した芸能事務所社員を演じる。毎回女性タレントが所属タレント（=番組レギュラー）を目指して面接を受けるメイン企画と、道重さゆみと吉本若手芸人が千原社長におすすめアプリを紹介する企画「コンテンツ事業部報告」の2部構成。所属タレントになった者は番組冒頭のトークパートで千原や優木、タレントマネジメント部社員らと共演する。
自宅調査
面接志願者（ゲストアイドル）の人となりを知るため、面接官（千原社長、優木秘書、タレントマネジメント部社員）は調査員（番組スタッフ）が事前に志願者の自宅を訪問取材したVTRを見る。VTR終了後、志願者が面接室に呼ばれて顔出し面接（自己プレゼン）が始まる。※VTRでは志願者の顔は隠されている。
面接のルール
- 面接は一人10分。
- 面接中そのアイドルに将来性がないと感じたら、面接官が手元の“お引き取りランプ”のスイッチをオン。ランプが3つ点灯したら残り時間に関係なく終了。事務員の平田に強制退場させられる。ちなみにランプは志願者からは見えないようになっている。
- 千原社長の判断で採用が決まれば所属タレント（レギュラー出演者）になれる。

コンテンツ事業部報告
毎回GREEが提供するアプリ2本を紹介する。前半は、研究員が人気アプリに改良を加えて新しく開発したアプリを社長に発表する、という設定で吉本興業とGREEのコラボによる“よしもと芸人×GREE”カスタムアプリを紹介。後半は、道重社員がリサーチしてきた「巷で人気のアプリ」という設定で紹介される。最終回では、3ヶ月間で紹介してきたアプリの中から千原社長の判断で、若手社員が開発してきた最も良かった物に「千原社長賞」を贈呈。道重社員がリサーチをした中から「千原社長のお気に入りのアプリ」を決定した。

## 出演者

### レギュラー
千原★芸能社
- 千原ジュニア - 社長
- 優木まおみ - 秘書（元グラビアイドル）
- 道重さゆみ（モーニング娘。） - コンテンツ事業部社員（元アイドル）
- 平田敦子 - 事務員
- 牧村朝子 - 所属タレント（第1号、#1-9[1]）

### ゲスト
タレントマネジメント部 社員
- インパルス
- スリムクラブ
- 笑い飯（兼コンテンツ事業部 研究員）
- オリエンタルラジオ（兼コンテンツ事業部 研究員）
- 平成ノブシコブシ（兼コンテンツ事業部 研究員）
- パンクブーブー
- 八木真澄（サバンナ）
- 庄司智春（品川庄司）
- ライセンス
- はんにゃ

コンテンツ事業部 研究員
- 野性爆弾
- 入江慎也（カラテカ）
- フルーツポンチ
- レイザーラモンRG
- 2700

## 放送リスト
| 回 | 放送日         | 面接者（ゲストアイドル） | 結果       | ゲスト芸人                              |
| -- | -------------- | --- | ---------- | --------------------------------------- |
| 1  | 2012年 1月12日 | 一条あや「おバカ系ちょいエロアイドル」 牧村朝子「隠された顔を持つミス日本ファイナリスト」                                          | 採用：牧村 | インパルス 野性爆弾                     |
| 2  | 1月19日        | たかさきゆこ「社長アイドル」 初原千絵「処女の声優アイドル」                                                                        | 不採用     | スリムクラブ 野性爆弾                   |
| 3  | 1月26日        | 愛心「リアクションアイドル」 西ゆかり「ドSマジシャン」                                                                             | 不採用     | 笑い飯 藤森慎吾                         |
| 4  | 2月2日         | 神乃美裕「社長令嬢アイドル」 桜木佑香「アレが強すぎるアイドル」                                                                    | 不採用     | オリエンタルラジオ 笑い飯               |
| 5  | 2月9日         | 川端かなこ「渋谷系ギャルタレント」 佐藤あずさ「笛アイドル」                                                                        | 不採用     | 平成ノブシコブシ カラテカ・入江         |
| 6  | 2月16日        | 一色亜里沙「4畳半風呂なし貧乏レースクイーン」 永井裕子「悲しきニューハーフアイドル」                                               | 不採用     | 八木真澄、庄司智春 平成ノブシコブシ     |
| 7  | 2月23日        | 魔女っこ「Noと言えないアイドルユニット」                                                                                           | 不採用     | パンクブーブー フルーツポンチ           |
| 8  | 3月1日         | 浅井ひろみ「50社以上にスカウトされたかわいすぎる女芸人」                                                                           | 不採用     | パンクブーブー レイザーラモンRG         |
| 9  | 3月8日         | アサノ光「仕事を性欲の発散に使う元アナウンサー」 大岩まり「年間2000万円稼ぎ出したNo.1ブスキャバ嬢」                                | 不採用     | フルーツポンチ 2700                     |
| 10 | 3月15日        | 八木優子「出会い系ぽっちゃりアイドル」 酒井瞳「迷走するアイドリング!!!」                                                           | 不採用     | 野性爆弾、インパルス レイザーラモンRG   |
| 11 | 3月22日        | みずのかおり「ひとつ足りないアイドル」 中川さとみ「遅咲きのルーキー美魔女」 MaiA「自分のことがわからないスピリチュアル系アイドル」 | 不採用     | ライセンス、スリムクラブ 野性爆弾・川島 |
| 12 | 3月29日        | 涼本めぐみ 毛利有希、川上さり | 不採用     | はんにゃ 野性爆弾・川島                 |

※面接者欄：「」内は番組で使われたキャッチコピー。ゲスト芸人欄：上段はタレントマネジメント部社員。下段はコンテンツ事業部研究員。
最終回は、売りが「巨乳アイドル」でかぶった毛利・涼本・川上が覆面に水着姿で登場。顔出し面接をかけて「春の巨乳祭りオーディション」と題した巨乳にまつわる3つのゲームを行ない、勝ち抜いた涼本が面接を受けた。毛利、川上は別録りで番組最後に顔見せした。

## スタッフ
- ナレーター：水沢史絵
- 構成：たちばなひとなり、八代丈寛
- デジタルコンテンツ：小山幹人、家永洋
- AD：小菅康平、梅津美里
- ディレクター：岩波純、伊藤健司、米嶋悟志、西村章吾
- 制作プロデューサー：堀脇慎志郎
- 協力：ウインズウイン
- プロデューサー：中畠義之（関西テレビ）、稲冨聡（よしもとCA）
- 制作協力：吉本興業
- 制作著作：関西テレビ

## 放送局
| 放送対象地域 | 放送局     | 放送期間        | 放送日時           | 備考             |
| ------------ | ---------- | --------------- | ------------------ | ---------------- |
| 近畿広域圏   | 関西テレビ | 2012年1月12日 - | 木曜 24:35 - 25:05 | 制作局           |
| 静岡県       | テレビ静岡 | 2012年2月21日 - | 火曜 24:35 - 25:05 | 毎週放送では無い |

## 関連番組
- 『週刊アプリ』

ニコニコ生放送で2011年11月7日から同年12月22日まで毎週月曜日22:30 - 23:30に生放送されていた視聴者参加型バラエティ番組。全6回。提供はGREE。出演者はMCに千原ジュニアと優木まおみ、レギュラー陣に野性爆弾、石井寛子、TOMO、長谷川麻衣。番組内容は吉本芸人によるカスタマイズアプリのプレゼン、女性タレントのおすすめアプリ紹介など「コンテンツ事業部報告」のコーナーによく似ている。